# الرحب (عمد)

تعديل مصدري - تعديل

الرحب هي إحدى قرى  بمديرية عمد التابعة لمحافظة حضرموت، بلغ تعداد سكانها 647 نسمة حسب تعداد اليمن لعام 2004.